# Athlétisme aux Jeux olympiques d'été de 1964
Pour des articles plus généraux, voir Jeux olympiques d'été de 1964 et Athlétisme aux Jeux olympiques.
Navigation
Les épreuves d'athlétisme des Jeux olympiques d'été de 1964 ont eu lieu du 14 au 21 octobre 1964 au Stade national d'athlétisme de Kasumigaoka de Tokyo. 1 016 athlètes issus de 82 nations ont pris part à 36 épreuves au programme (24 masculines et 12 féminines). Le 400 mètres et le pentathlon féminins font leur première apparition au programme olympique.

## Faits marquants
- Victoire d'Abebe Bikila sur le marathon, il conserve son titre olympique acquis aux Jeux de Rome.
- L'Allemagne de l'Ouest et celle de l'Est participent avec une équipe commune.
- Doublé de Peter Snell (NZL) sur 800 m et 1 500 m[1].
- L'Américain Al Oerter conserve son titre au lancer du disque, il avait déjà gagné en 1956 et 1960 et gagnera encore l'épreuve en 1968.
- Premières suspicions que des athlètes féminines originaires d'Union soviétique et d'Europe de l'Est soient en réalité des hommes, notamment les sœurs Press. Selon Jean-Pierre de Mondenard, pour cause de prise de testostérone, à ces jeux « 26,7 % des athlètes médaillées d'or n'étaient pas des femmes authentiques »[2].

## Résultats

### Hommes
| Épreuves | Or                                                                                  | Argent                                                                                        | Bronze                                                                                 |
| --- | ----------------------------------------------------------------------------------- | --------------------------------------------------------------------------------------------- | -------------------------------------------------------------------------------------- |
| 100 m détails | Robert Hayes (USA) 10 s 0 (WR)                                                      | Enrique Figuerola (CUB) 10 s 2                                                                | Harry Jerome (CAN) 10 s 2                                                              |
| 200 m détails | Henry Carr (USA) 20 s 3 (OR)                                                        | Paul Drayton (USA) 20 s 5                                                                     | Edwin Roberts (TRI) 20 s 6                                                             |
| 400 m détails | Michael Larrabee (USA) 45 s 1                                                       | Wendell Mottley (TRI) 45 s 2                                                                  | Andrzej Badeński (POL) 45 s 6                                                          |
| 800 m détails | Peter Snell (NZL) 1 min 45 s 1 (OR)                                                 | Bill Crothers (CAN) 1 min 45 s 6                                                              | Wilson Kiprugut (KEN) 1 min 45 s 9                                                     |
| 1 500 m détails | Peter Snell (NZL) 3 min 38 s 1                                                      | Josef Odložil (TCH) 3 min 39 s 6                                                              | John Davies (NZL) 3 min 39 s 6                                                         |
| 5 000 m détails | Bob Schul (USA) 13 min 48 s 8                                                       | Harald Norpoth (EUA) 13 min 49 s 6                                                            | Bill Dellinger (USA) 13 min 49 s 8                                                     |
| 10 000 m détails | Billy Mills (USA) 28 min 24 s 4 (OR)                                                | Mohammed Gammoudi (TUN) 28 min 24 s 8                                                         | Ron Clarke (AUS) 28 min 25 s 8                                                         |
| Marathon détails | Abebe Bikila (ETH) 2 h 12 min 11 s (WR)                                             | Basil Heatley (GBR) 2 h 16 min 19 s                                                           | Kōkichi Tsuburaya (JPN) 2 h 16 min 23 s                                                |
| 110 m haies détails | Hayes Jones (USA) 13 s 6                                                            | Blaine Lindgren (USA) 13 s 7                                                                  | Anatoliy Mikhailov (URS) 13 s 7                                                        |
| 400 m haies détails | Rex Cawley (USA) 49 s 6                                                             | John Cooper (GBR) 50 s 1                                                                      | Salvatore Morale (ITA) 50 s 1                                                          |
| 3 000 m steeple détails | Gaston Roelants (BEL) 8 min 30 s 8 (OR)                                             | Maurice Herriott (GBR) 8 min 32 s 4                                                           | Ivan Belyayev (URS) 8 min 33 s 8                                                       |
| 4 × 100 m détails | États-Unis Paul Drayton Gerald Ashworth Richard Stebbins Bob Hayes 39 s 0 (WR)      | Pologne Andrzej Zieliński Wiesław Maniak Marian Foik Marian Dudziak 39 s 3                    | France Paul Genevay Bernard Laidebeur Claude Piquemal Jocelyn Delecour 39 s 3          |
| 4 × 400 m détails | États-Unis Ollan Cassell Michael Larrabee Ulis Williams Henry Carr 3 min 0 s 7 (WR) | Grande-Bretagne Timothy Graham Adrian Metcalfe John Cooper Robbie Brightwell 3 min 1 s 6 (AR) | Trinité-et-Tobago Edwin Skinner Kent Bernard Edwin Roberts Wendell Mottley 3 min 1 s 7 |
| 20 km marche détails | Kenneth Matthews (GBR) 1 h 29 min 34 s (OR)                                         | Dieter Lindner (EUA) 1 h 31 min 14 s                                                          | Volodymyr Holubnychy (URS) 1 h 32 min 00 s                                             |
| 50 km marche détails | Abdon Pamich (ITA) 4 h 11 min 13 s (OR)                                             | Paul Nihill (GBR) 4 h 11 min 31 s 2                                                           | Ingvar Pettersson (SWE) 4 h 14 min 18 s                                                |
| Saut en longueur détails | Lynn Davies (GBR) 8,07 m                                                            | Ralph Boston (USA) 8,03 m                                                                     | Igor Ter-Ovanessian (URS) 7,99 m                                                       |
| Triple saut détails | Józef Szmidt (POL) 16,85 m (OR)                                                     | Oleg Fedoseyev (URS) 16,58 m                                                                  | Viktor Kravchenko (URS) 16,57 m                                                        |
| Saut en hauteur détails | Valeriy Brumel (URS) 2,18 m (OR)                                                    | John Thomas (USA) 2,18 m (OR)                                                                 | John Rambo (USA) 2,16 m                                                                |
| Saut à la perche détails | Fred Hansen (USA) 5,10 m (OR)                                                       | Wolfgang Reinhardt (EUA) 5,05 m                                                               | Klaus Lehnertz (EUA) 5,00 m                                                            |
| Lancer du poids détails | Dallas Long (USA) 20,33 m (OR)                                                      | Randy Matson (USA) 20,20 m                                                                    | Vilmos Varjú (HUN) 19,39 m                                                             |
| Lancer du disque détails | Al Oerter (USA) 61,00 m (OR)                                                        | Ludvík Daněk (TCH) 60,52 m                                                                    | Dave Weill (USA) 59,49 m                                                               |
| Lancer du marteau détails | Romuald Klim (URS) 69,74 m (OR)                                                     | Gyula Zsivótzky (HUN) 69,09 m                                                                 | Uwe Beyer (EUA) 68,09 m                                                                |
| Lancer du javelot détails | Pauli Nevala (FIN) 82,66 m                                                          | Gergely Kulcsár (HUN) 82,32 m                                                                 | Jānis Lūsis (URS) 80,57 m                                                              |
| Décathlon détails | Willi Holdorf (EUA) 7 887 pts                                                       | Rein Aun (URS) 7 842 pts                                                                      | Hans-Joachim Walde (EUA) 7 809 pts                                                     |
| Records et Performances - AR : Record continental (area record) - CR : Record des championnats (championship record) - MR : Record du meeting (meet record) - NR : Record national (national record) - OR : Record olympique (olympic record) - PR : Record paralympique (paralympic record) - PB : Record personnel (personal best) - SB : Meilleure performance personnelle de la saison (season's best) - WL : Meilleure performance mondiale de l'année (world leader) - WJR : Record du monde junior (world junior record) - WR : Record du monde (world record) Circonstances et Conditions - DNF : N'a pas terminé (did not finish) - DNS : N'a pas pris le départ (did not start) - DQ : Disqualification (disqualification) - NM : Aucun essai valable enregistré (No Mark) - Q : Qualifié « directement » au prochain tour (ou à la prochaine compétition), lors d'une compétition majeure, grâce au classement ou à la réalisation des minima (automatic qualifier) - q : Qualifié au prochain tour (ou à la prochaine compétition), lors d'une compétition majeure, grâce au repêchage ou à la réalisation de l'une des meilleures performances parmi celles des « non qualifiés directement » (grâce au meilleur temps ou à la meilleure distance par exemple) (secondary qualifier) |                                                                                     |                                                                                               |                                                                                        |

### Femmes
| Épreuves | Or                                                                                  | Argent                                                                 | Bronze                                                                    |
| --- | ----------------------------------------------------------------------------------- | ---------------------------------------------------------------------- | ------------------------------------------------------------------------- |
| 100 m détails | Wyomia Tyus (USA) 11 s 4                                                            | Edith McGuire (USA) 11 s 6                                             | Ewa Kłobukowska (POL) 11 s 6                                              |
| 200 m détails | Edith McGuire (USA) 23 s 0 (OR)                                                     | Irena Kirszenstein (POL) 23 s 1                                        | Marilyn Black (AUS) 23 s 1                                                |
| 400 m détails | Betty Cuthbert (AUS) 52 s 0 (WR)                                                    | Ann Packer (GBR) 52 s 2                                                | Judith Amoore (AUS) 53 s 4                                                |
| 800 m détails | Ann Packer (GBR) 2 min 01 s 1 (WR)                                                  | Maryvonne Dupureur (FRA) 2 min 01 s 9                                  | Marise Chamberlain (NZL) 2 min 02 s 8                                     |
| 80 m haies détails | Karin Balzer (EUA) 10 s 5                                                           | Teresa Ciepły (POL) 10 s 5                                             | Pamela Kilborn (AUS) 10 s 5                                               |
| 4 × 100 m détails | Pologne Teresa Ciepły Irena Kirszenstein Halina Górecka Ewa Kłobukowska 43 s 6 (WR) | États-Unis Willye White Wyomia Tyus Marilyn White Edith McGuire 43 s 9 | Grande-Bretagne Janet Simpson Mary Rand Daphne Arden Dorothy Hyman 44 s 0 |
| Saut en longueur détails | Mary Rand (GBR) 6,76 m (WR)                                                         | Irena Kirszenstein (POL) 6,60 m                                        | Tatyana Shchelkanova (URS) 6,42 m                                         |
| Saut en hauteur détails | Iolanda Balas (ROU) 1,90 m (OR)                                                     | Michele Brown (AUS) 1,80 m                                             | Taïsiya Chenchyk (URS) 1,78 m                                             |
| Lancer du poids détails | Tamara Press (URS) 18,14 m (OR)                                                     | Renate Garisch (EUA) 17,61 m                                           | Galina Zybina (URS) 17,45 m                                               |
| Lancer du disque détails | Tamara Press (URS) 57,27 m (OR)                                                     | Ingrid Lotz (EUA) 57,21 m                                              | Lia Manoliu (ROU) 56,97 m                                                 |
| Lancer du javelot détails | Mihaela Penes (ROU) 60,54 m                                                         | Márta Rudas (HUN) 58,27 m                                              | Yelena Gorchakova (URS) 57,06 m                                           |
| Pentathlon détails | Irina Press (URS) 5 246 pts (WR)                                                    | Mary Rand (GBR) 5 035 pts                                              | Galina Bystrova (URS) 4 956 pts                                           |
| Records et Performances - AR : Record continental (area record) - CR : Record des championnats (championship record) - MR : Record du meeting (meet record) - NR : Record national (national record) - OR : Record olympique (olympic record) - PR : Record paralympique (paralympic record) - PB : Record personnel (personal best) - SB : Meilleure performance personnelle de la saison (season's best) - WL : Meilleure performance mondiale de l'année (world leader) - WJR : Record du monde junior (world junior record) - WR : Record du monde (world record) Circonstances et Conditions - DNF : N'a pas terminé (did not finish) - DNS : N'a pas pris le départ (did not start) - DQ : Disqualification (disqualification) - NM : Aucun essai valable enregistré (No Mark) - Q : Qualifié « directement » au prochain tour (ou à la prochaine compétition), lors d'une compétition majeure, grâce au classement ou à la réalisation des minima (automatic qualifier) - q : Qualifié au prochain tour (ou à la prochaine compétition), lors d'une compétition majeure, grâce au repêchage ou à la réalisation de l'une des meilleures performances parmi celles des « non qualifiés directement » (grâce au meilleur temps ou à la meilleure distance par exemple) (secondary qualifier) |                                                                                     |                                                                        |                                                                           |

## Tableau des médailles
| Rang  | Nation                     | Or | Argent | Bronze | Total |
| ----- | -------------------------- | -- | ------ | ------ | ----- |
| 1     | États-Unis                 | 14 | 7      | 3      | 24    |
| 2     | Union soviétique           | 5  | 2      | 11     | 18    |
| 3     | Grande-Bretagne            | 4  | 7      | 1      | 12    |
| 4     | Équipe unifiée d'Allemagne | 2  | 5      | 3      | 10    |
| 5     | Pologne                    | 2  | 4      | 2      | 8     |
| 6     | Nouvelle-Zélande           | 2  | 0      | 2      | 4     |
| 7     | Roumanie                   | 2  | 0      | 1      | 3     |
| 8     | Australie                  | 1  | 1      | 4      | 6     |
| 9     | Italie                     | 1  | 0      | 1      | 2     |
| 10    | Belgique                   | 1  | 0      | 0      | 1     |
| 10    | Finlande                   | 1  | 0      | 0      | 1     |
| 10    | Éthiopie                   | 1  | 0      | 0      | 1     |
| 13    | Hongrie                    | 0  | 3      | 1      | 4     |
| 14    | Tchécoslovaquie            | 0  | 2      | 0      | 2     |
| 15    | Trinité-et-Tobago          | 0  | 1      | 2      | 3     |
| 16    | France                     | 0  | 1      | 1      | 2     |
| 16    | Canada                     | 0  | 1      | 1      | 2     |
| 18    | Tunisie                    | 0  | 1      | 0      | 1     |
| 18    | Cuba                       | 0  | 1      | 0      | 1     |
| 20    | Japon                      | 0  | 0      | 1      | 1     |
| 20    | Kenya                      | 0  | 0      | 1      | 1     |
| 20    | Suède                      | 0  | 0      | 1      | 1     |
| Total | Total                      | 36 | 36     | 36     | 108   |